# Morgan Griffin

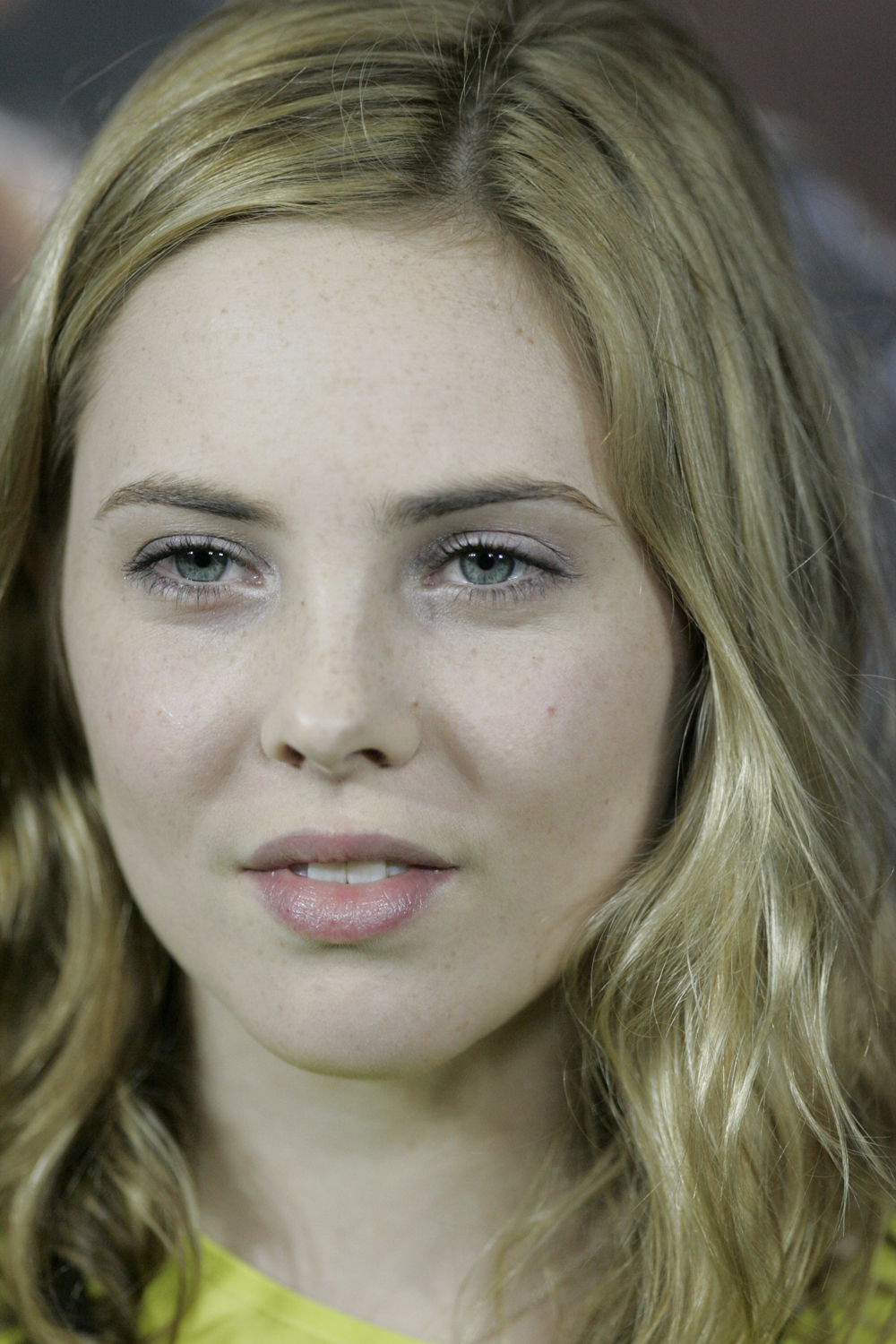
Morgan Griffin a Sydney nel 2013

Morgan Griffin (Bugela, 4 giugno 1992) è un'attrice australiana.

## Carriera
Dopo vari spot pubblicitari in Australia, ha esordito nel 2006 con le 26 puntate della 2ª stagione di The Sleepover Club nel ruolo di Charlie, una delle protagoniste, capo del club, cugina di Francesca (Franky) anch'essa capo del club nella serie precedente. Ha recitato inoltre in una puntata di Best Friends con la collega Katie Nazer-Hennings (Brooke in The Sleepover Club), nel film September del 2007, nel ruolo di Heidi ed è apparsa in un video musicale. Ha preso parte anche al film Alla ricerca dell'isola di Nim in uscita nell'aprile 2008 in America, Australia e Italia, nel ruolo di Alice ma il suo ruolo non è stato accreditato non comparendo più nel film. Ha recitato nel ruolo di Jess nel film In viaggio con Charlie diretto da Dean Murphy al fianco di Paul Hogan e Shane Jacobson e in Accidents Happen nel ruolo di Katrina entrambi nel 2009. Ha condotto tra il 2009 e il 2011 qualche programma in Australia e sempre in quegli anni compare in qualche video musicale. Nel 2013 ritornerà al cinema con il film Cliffy.

## Filmografia parziale

### Cinema
- September, regia di Peter Carstairs (2007)
- Alla ricerca dell'isola di Nim (Nim's Island), regia di Mark Levin e Jennifer Flackett (2008)
- Accidents Happen, regia di Andrew Lancaster (2009)
- In viaggio con Charlie (Charlie & Boots), regia di Dean Murphy (2009)
- Più forte delle parole (Louder Than Words), regia di Anthony Fabian (2013)
- Unbroken, regia di Angelina Jolie (2014)
- San Andreas, regia di Brad Peyton (2015)
- Spin Out - Amore in testacoda (Spin Out), regia di Tim Ferguson e Marc Gracie (2016)
- The Nightingale, regia di Jennifer Kent (2018)

### Televisione
- The Sleepover Club – serie TV, 25 episodi (2006-2007)

## Doppiatrici italiane
- Letizia Ciampa in Più forte delle parole, San Andreas
- Claudia Scarpa in In viaggio con Charlie
- Ludovica Bebi in Spin Out - Amore in testacoda
- Elena Liberati in The Sleepover Club